# Melanie McCann
Melanie McCann, née le 8 octobre 1989 à Clinton (Ontario), est une pentathlonienne canadienne.

## Palmarès
| Discipline/Année                         | 2012 | 2013 | 2014 | 2015 | 2016 |
| ---------------------------------------- | ---- | ---- | ---- | ---- | ---- |
| Jeux olympiques Individuel               | 11e  | -    | -    | -    | 16e  |
| Championnats du monde seniors Individuel | -    | -    | -    | -    | -    |
| Championnats du monde seniors Équipe     | -    | -    | -    | -    | -    |
| Championnats du monde seniors Relais     | -    | -    | -    | -    | -    |
| Coupe du monde seniors Individuel        | -    | -    | -    | -    | -    |

Ce palmarès n'est pas complet